# 青蜂俠
青蜂俠是一名虛擬的超級英雄，是報業巨子雷布利（Britt Reid）的化身。他首次出現於1936年原創的同名廣播劇內。其私人助手兼拍檔是加藤（Kato）。

## 電台首播
青蜂俠是由美國底特律WXYZ電台的部份持有人George W. Trendle和廣播劇作家Fran Striker一起創造的人物，電台總監James Jewell也有參與創作。青蜂俠雷布利是Trendle和Striker之前所創的另一個俠客人物「獨行俠」(The Lone Ranger，直譯「孤身巡警」)的姪孫。雷布利的父親是雷丹（Dan Reid）、祖父是德州巡警隊長雷丹尼（Captain Daniel Reid），雷丹尼與獨行俠是兄弟。
廣播劇《青蜂俠》自1936年1月31日開始在WXYZ電台播出。當初由Al Hodge聲演雷布利及其化身青蜂俠，後來的聲演者還包括Donovan Faust、Bob Hall、Jack McCarthy。
雷布利是《每日前哨報》的出版人，他的私人近身助手是加藤，加藤同時充當他的司機和保鑣，更是一名機械技師。他的女秘書Lenore "Casey" Case在雷布利未接手報社前已經是其父親雷丹的秘書。他父親雷丹原本聘請了前警員Mike Axford做雷布利的保鑣，Axford後來憑藉對警隊人脈的認識，當上了《每日前哨報》的記者，致力調查青蜂俠的真正身份。
雷布利在晚上裝扮成「青蜂俠」，與加藤一起戴上面具，駕駛其座駕「黑美人」(Black Beauty)外出對付犯罪分子。他倆在公眾眼中是城中惡行昭彰的壞人，但實際上他們利用這個角色去打擊所謂的競爭對手，及收集情報，在收拾了罪犯後，把其留下讓警方逮捕。
青蜂俠的座駕「黑美人」及其專用的迷暈鎗，都是由加藤製造。

## 衍生作品
- 青蜂俠 (電影連續短劇)：1940年在戲院分期播放，分13回。由Gordon Jones飾演雷布利／青蜂俠，但主角戴上面具後則由Al Hodge配音。
- 青蜂俠再出擊！（The Green Hornet Strikes Again!）：1941年《青蜂俠》第二輯電影連續短劇，分15回播出。由Warren Hull飾演雷布利／青蜂俠。
- 漫畫、小說：自1940年代起至21世紀，多次有《青蜂俠》的漫畫和小說推出。
- 青蜂俠 (電視劇)：1966至1967年的美國電視劇，只一季共26集，由范·威廉斯（英语：Van Williams）飾演雷布利／青蜂俠，李小龙飾演加藤。
- 青蜂俠 (1994年電影)：由林正英執導的動作片，錢嘉樂，動作等人參加演出。
- 青蜂俠 (2006年短片)：全長10分鐘的短片，以打鬥為主，由Manu Lanzi飾演雷布利／青蜂俠。
- 青蜂俠 (2011年電影)：由塞斯·羅根飾演雷布利／青蜂俠，周杰倫飾演加藤。被視為青蜂俠系列中最不賣座的一集。
- 新版青蜂俠：由蓋文·歐唐納執導，計畫階段。

## 外部連結
- 官方网站